# Ungheni
Ungheni (ryska: Унгень, Унгены) är med en befolkning på 43 000 den sjunde största staden i Moldavien och sedan år 2003 även residensstad för Ungheni rajon.
Den första gången staden nämns i historien är den 20 augusti 1462. 
Det finns en bro över floden Prut och en tullstation på vägen till Rumänien. Dessutom finns det en stad med samma namn i Rumänien, på andra sidan floden Prut.
Terrängen runt Ungheni är huvudsakligen platt, men västerut är den kuperad. Runt Ungheni är det ganska tätbefolkat, med 72 invånare per kvadratkilometer.  Trakten runt Ungheni består till största delen av jordbruksmark.

## Vänorter
- Winston-Salem, North Carolina, USA